# Basil Hall Chamberlain
Basil Hall Chamberlain, né le 18 octobre 1850 à Southsea et mort le 15 février 1935 à Genève, est un écrivain britannique qui fut conseiller étranger au Japon pendant l'ère Meiji. Professeur à l'université impériale de Tokyo, il est l'un des premiers japonologues actifs au Japon durant la fin du XIXe siècle. Il publie quelques-unes des premières traductions de haikus en anglais. Il est connu pour son encyclopédie en un volume Things Japanese, publiée en 1890, et qui est rééditée plusieurs fois par la suite. Ses centres d'intérêt sont variés et ses travaux comprennent même un ouvrage de poésie en français.

## Biographie

### Jeunesse
Chamberlain naît à Southsea (près de Portsmouth) en 1850. Il est le fils de l'amiral William Charles Chamberlain et de sa femme Eliza Hall, fille de l'écrivain voyageur Basil Hall. Son frère cadet est Houston Stewart Chamberlain. Il grandit en s'exprimant autant en anglais qu'en français, même avant de déménager à Versailles chez sa grand-mère maternelle en 1856, après la mort de sa mère. Une fois en France, il apprend aussi l'allemand. Chamberlain espère étudier à Oxford, mais au lieu de cela il commence à travailler à la banque Barings de Londres. Cependant, il arrête ce travail en raison d'une dépression nerveuse. C'est dans l'espoir d'un rétablissement complet qu'il quitte l'Angleterre, sans destination précise en tête.

### Au Japon
Chamberlain débarque au Japon le 29 mai 1873. Il enseigne à l'académie navale impériale du Japon de Tokyo de 1874 à 1882. Son poste le plus important est cependant celui de professeur de japonais à l'université impériale de Tokyo, qu'il occupe à partir de 1886. C'est là qu'il gagne sa réputation d'érudit de la langue et de la littérature japonaises (il est aussi l'un des pionniers de l'étude des langues ryūkyū et aïnou). Il publie notamment la première traduction en anglais du kojiki (1882), A Handbook of Colloquial Japanese (1888), Things Japanese (1890), et A Practical Guide to the Study of Japanese Writing (1905). Désirant voyager malgré sa santé fragile, il coécrit (avec William George Aston) l'édition de 1891 de A Handbook for Travellers in Japan, réédité plus tard.
Sa grammaire comparée de l'okinawaïen et du japonais (Essay in aid of a grammar and dictionary of the Luchuan language, 1895) pose les bases de la linguistique comparée du japonais et des langues ryūkyū.
Basil Chamberlain est un ami de Lafcadio Hearn, mais ils se brouillent par la suite. Percival Lowell dédie son ouvrage Noto: an unexplored corner of Japan (1891) à Chamberlain.
Chamberlain traduit aussi en anglais les œuvres de Yukichi Fukuzawa et d'autres penseurs japonais. Pendant qu'il travaille à l'université impériale de Tokyo, il envoie beaucoup d'œuvres d'art japonaises au Pitt Rivers Museum d'Oxford. Il quitte le Japon en 1911 et emménage à Genève en Suisse, où il meurt en 1935, à l'âge de 84 ans.

## Œuvre
- The Classical Poetry of the Japanese. 1880.
- A Translation of the 'Ko-Ji-Ki'. 1883.
- The Language, Mythology, and Geographical Nomenclature of Japan Viewed in the Light of Aino Studies. 1887.
- Aino Folk-Tales. 1888.
- A Handbook of Colloquial Japanese. 1887.
- Things Japanese. Six éditions, de 1890 à 1936 (une réimpression de poche de la cinquième édition de 1905 — où les courtes bibliographies ajoutées en annexe à de nombreux articles sont remplacées par des mentions d'autres livres publiés par le nouvel éditeur — est publiée sous le titre Japanese Things).
- A Handbook for Travellers in Japan. 3e édition, 1891, coécrite avec W. B. Mason (les éditions précédentes n'ont pas été réalisées par Chamberlain).
- Essay in aid of a grammar and dictionary of the Luchuan language. 1895.
- « Bashō and the Japanese Poetical Epigram », Transactions of the Asiatic Society of Japan, vol. 2, no 30,‎ 1902 (certaines de ses traductions sont incluses dans l'ouvrage de Faubion Bowers, The Classic Tradition of Haiku: An Anthology, Dover Publications, 1996, 78 p. (ISBN 0-486-29274-6))
- Japanese Poetry. 1910.
- The Invention of a New Religion. 1912 [lire en ligne]. Intégré à Things Japanese à partir de 1927.
- Huit Siècles de poésie française. 1927.
- ...encore est vive la Souris. 1933.